# Grunewaldturm
Der Grunewaldturm ist ein Aussichtsturm auf dem Karlsberg im Berliner Ortsteil Grunewald. Am westlichen Waldrand des Grunewaldes an der Havelchaussee 61 gelegen, bietet sich von der Aussichtsplattform in 36 Meter Höhe ein Blick über die Havel.

## Geschichte

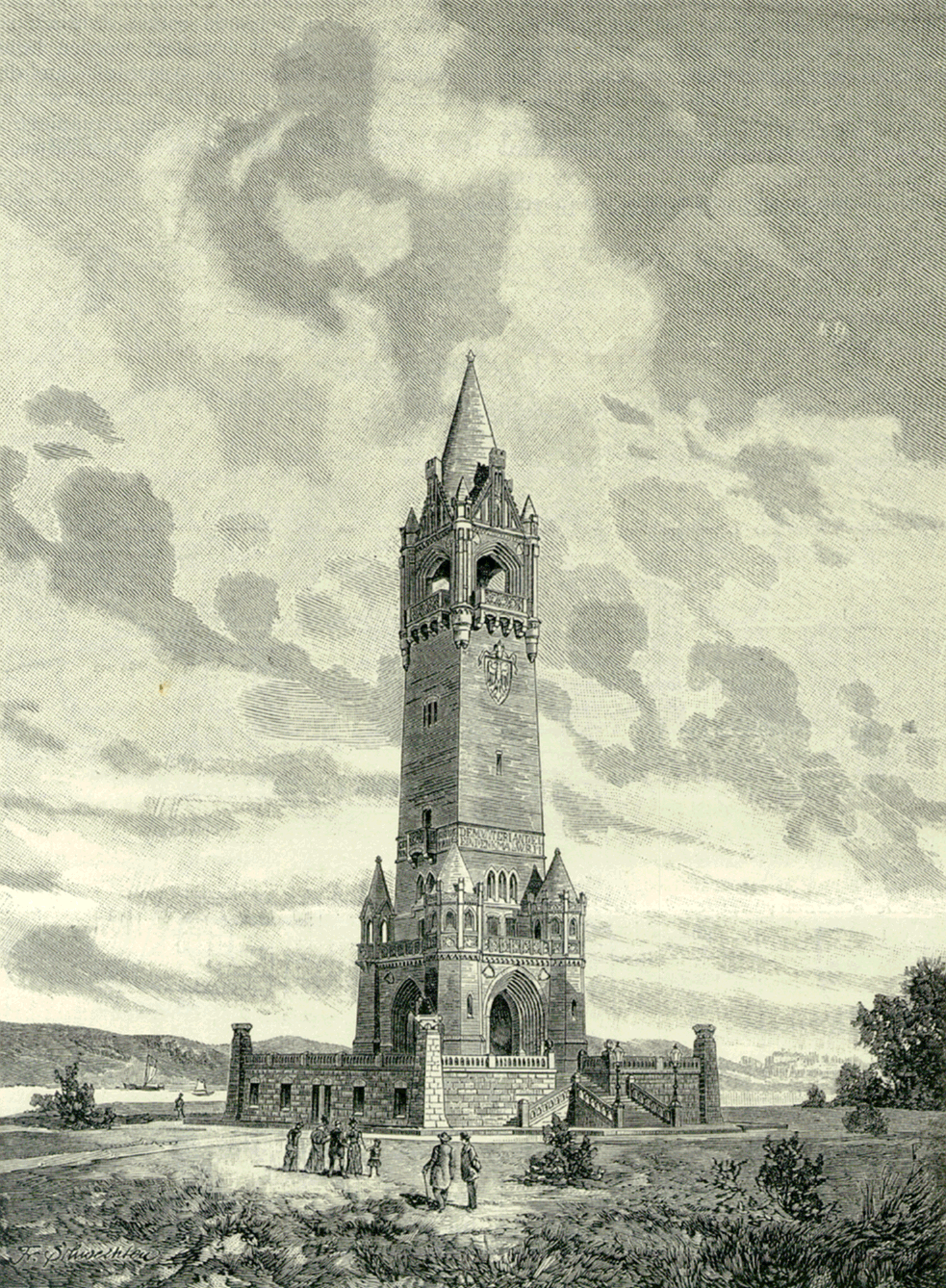
Holzstich nach einer Zeichnung von Franz Schwechten

Im Jahr 1897 beschloss der Kreistag des Landkreises Teltow auf Anregung seines Landrats Ernst von Stubenrauch, zur Erinnerung an den hundertsten Geburtstag des 1888 verstorbenen preußischen Königs und Deutschen Kaisers Wilhelm I. ein Ehrenmal zu errichten. Auf dem Karlsberg im Grunewald sollte ein Aussichtsturm errichtet werden. Mit der Ausführung wurde Franz Schwechten betraut, der für den Kreis Teltow bereits dessen Dienstgebäude errichtet hatte. Am 10. März 1897 erhielt Schwechtens Entwurf die Genehmigung von Kaiser Wilhelm II. Im Sommer 1897 wurde der Baumbestand auf der Kuppe des Karlsberges für den Bau gerodet und die Kuppe selbst planiert. Im Oktober des gleichen Jahres wurde mit dem eigentlichen Bau begonnen. 1½ Jahre später, am 22. März 1899 war der Bau vollendet und am 9. Juni 1899 wurde der Turm eingeweiht.
Eine umfassende Sanierung des Turmes erfolgte 1953. Am 12. Oktober 2007 wurde der Turm wegen erheblicher Baumängel an der Treppenanlage gesperrt. Die nachfolgende erneute Sanierung für 1,5 Millionen Euro dauerte bis Ostern 2011. Die Wiedereröffnung erfolgte am 22. April.

## Architektur

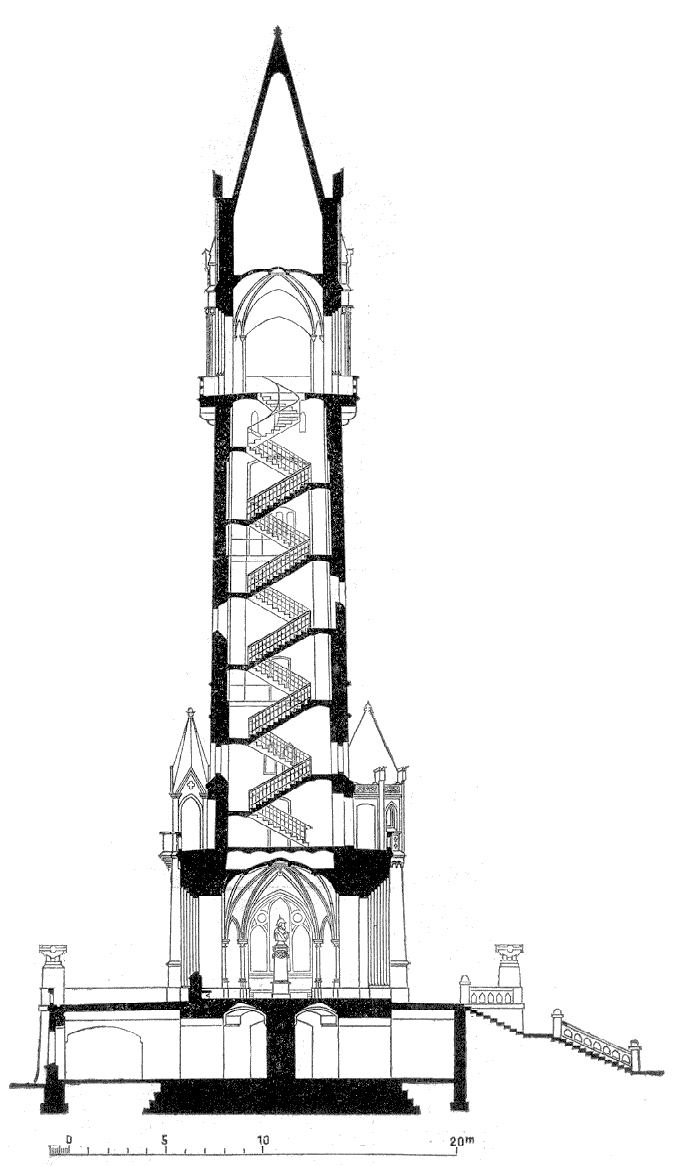
Querschnitt durch den Turm

Schwechten entwarf einen 55 Meter hohen Turm aus rotem Backstein im Stil der märkischen Backsteingotik. Als Gestaltungselemente dienten Putzspiegel, Giebelchen, Spitzbogenfenster und Türmchen. An der Portalgestaltung lassen sich Einflüsse der Kirchenbaukunst des Mittelalters ablesen. Der eigentliche Turm steht auf einer vier Meter hohen Plattform aus rötlichem Rochlitzer Porphyr, zu der eine breite Freitreppe hinaufführt. Das Sockelgeschoss des Turmes ist als Gedenkhalle ausgebildet. Über dieser erhebt sich der im quadratischen Grundriss ausgeführte Turmbau. In 36 Meter Höhe über dem Boden und etwa 86 Metern über dem Wasserspiegel der Havel befindet sich die überdachte Aussichtsplattform des Turmes. Der Turm kann vom Aussichtsturm des rund 30 Kilometer entfernten Löwendorfer Berges bei Trebbin gesehen werden.
Geschmückt ist der Turm mit einem umlaufenden Gurt, in den auf der West- und Ostseite Inschriften integriert wurden, und zwei Wappen, die sich jeweils oberhalb der Inschriften befinden. Das der Havel zugewandte Wappen zeigt den roten brandenburgischen, das dem Wald zugewandte den schwarzen preußischen Adler. Die Inschriften lauten „Koenig Wilhelm I. zum Gedaechtniss“ und „Der Kreis Teltow baute mich 1897“.

## Ausschmückung

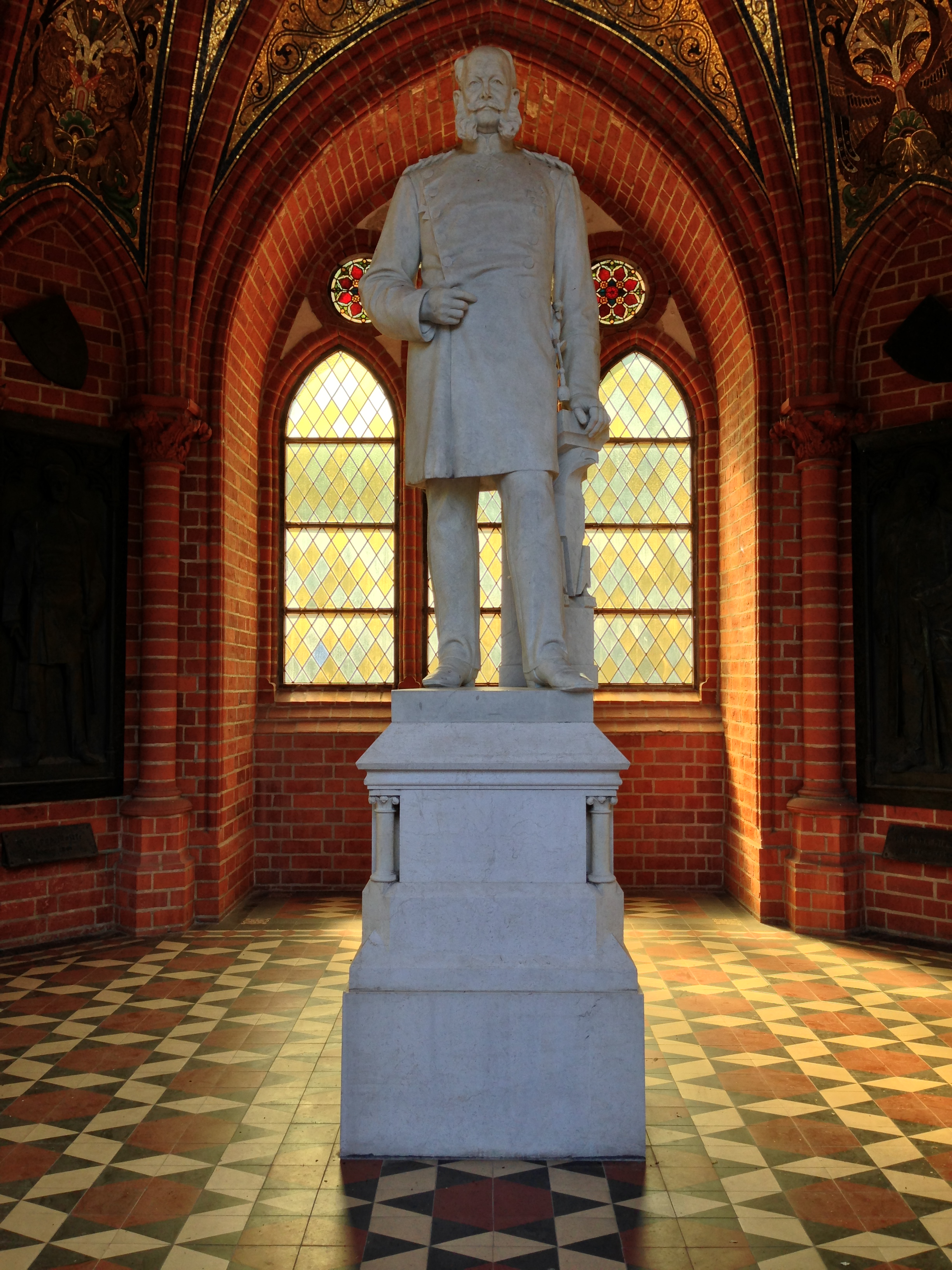
Marmor-Standbild Wilhelms I., 2013

Bei der Einweihung war die Gedenkhalle noch leer. Erst 1902 wurde das überlebensgroße Standbild Wilhelms I., das Ludwig Manzel geschaffen hatte, in der Halle aufgestellt. Auch die vier Eisenguss-Reliefplatten mit Feldherrenportraits in den Ecken der Gedenkhalle sind Werke Manzels. Sie wurden 1908 angebracht und zeigen Roon, Moltke, Bismarck und Prinz Friedrich Karl.
Die neo-byzantinischen Deckenmosaiken der kuppelgekrönten Gedenkhalle sind Frühwerke des Kirchenmalers und Mosaikkünstlers August Oetken, ausgeführt von Puhl & Wagner.

## Name
Wilhelm I. war ab 1861 König von Preußen und ab 1871 gleichzeitig Deutscher Kaiser. Während der Kreis Teltow sich bei seiner Ehrung auf den preußischen Königstitel bezog, gratulierte Wilhelm II. bereits bei der Einweihung per Telegramm zum Bau des Kaiser-Wilhelm-Turmes. Dieser Name, teilweise auch Kaiser-Wilhelm-Gedächtnisturm, setzte sich dann durch.
Am 15. September 1948 wurde der Turm in Grunewaldturm umbenannt.

## Sonstiges
Unter Segelsportlern ist der Grunewaldturm mit dem sogenannten Vier-Fenster-Blick bekannt: Sind bei einem Segeltörn von der nahen Unterhavel alle vier Fenster sichtbar (die hinteren also durch die vorderen), wird traditionsgemäß mit einem Getränk (oft auch alkoholhaltig) angestoßen.
Bis zur Aussichtsplattform in 36 Meter Höhe sind 204 Stufen zu besteigen. Ein Aufzug zum Aussichtspunkt besteht nicht.